# نصیرآباد (فسا)
نصیرآباد (فسا) ، روستایی از توابع بخش شیبکوه شهرستان فسا در استان فارس ایران است. مردم این روستا از زمان گذشته تا کنون همواره مردمی بصیر و فرهنگی و انقلابی تلقی می شوند.عمده شغل مردم این روستا کشاورزی و دامداری است.   

## جمعیت
این روستا در منطقه میانشهر (دهستان میانده سابق )قرار دارد و براساس سرشماری مرکز آمار ایران در سال ۱۳۸۵، جمعیت آن ۱٬۶۱۶ نفر (۳۴۹خانوار) بوده‌است.